# La dea inginocchiata
La dea inginocchiata (La diosa arrodillada) è un film del 1947 diretto da Roberto Gavaldón che si ispira ad un racconto scritto da László Fodor.

## Trama
Antonio e Rosalba hanno una relazione clandestina ma la donna decide di troncarla. Tempo dopo Antonio deve cercare un regalo per l'anniversario di matrimonio con Elena e, in visita allo scultore Demetrio, ritrova la donna che ha posato per la statua intitolata "la dea inginocchiata". Antonio compra la statua ma decide anche di riprendere la relazione con Rosalba, nonostante una iniziale ritrosia della donna.
Malgrado l'affetto per la giovane moglie, Antonio è sempre più ossessionato da Rosalba tanto che alla festa dell'anniversario pensa di avvelenarla pur di nascondere la verità alla moglie, che però da tempo ha dei sospetti.
Antonio non riesce a portare a termine il suo piano, ma è Elena che muore. La polizia indaga e sospetta proprio del marito che viene processato per omicidio e condannato. Disperato, Antonio si suicida in carcere poco prima che, anche grazie a Rosalba, si scopre che la morte di Elena era da attribuire ai suoi problemi di salute e non al veleno.

## Produzione
La statua utilizzata nel film venne realizzata dallo scultore honduregno Mario Zamora Alcántara, che ottenne una certa fama in Messico. 
Le canzoni per il film vennero composte da Agustín Lara, all'epoca compagno della protagonista.